# Freiherr Wolfgang Friedrich von Forstner
Freiherr Wolfgang Friedrich von Forstner (3 de outubro de 1916 – 24 de setembro de 1999) foi um comandante de U-Boot que serviu na Kriegsmarine durante a Segunda Guerra Mundial.